# نادي برشلونة ب (السيدات)
نادي برشلونة للسيدات ب أو نادي برشلونة لكرة القدم للسيدات ب هو نادي كرة قدم نسائية إسباني تأسس عام 2000 بمدينة برشلونة الواقعة في إقليم كتالونيا ذاتي الحكم ليكون الفريق الاحتياطي لنادي برشلونة لكرة القدم للسيدات. ينافس الفريق حاليا في الدوري الإسباني للدرجة الأولى لكرة القدم للسيدات حيث تنافس الفرق الاحتياطية في إسبانيا مع الفريق الأساسي ضمن نفس نظام الدوري، وليس في دوري منفصل مخصص للفرق الاحتياطية، ولكن يجب أن ينافس الفريق الاحتياطي في قسم أدنى على الأقل بمستوى واحد عن الفريق الأساسي الذي يمثل نفس النادي الرياضي، وبالتالي فإن فريق برشلونة النسائي الاحتياطي لكرة القدم غير مؤهل للصعود إلى دوري الدرجة الأولى لكرة القدم للسيدات ولا يمكنه المشاركة في بطولة كأس ملكة إسبانيا لكرة القدم النسائية. تقام مباريات الفريق على ملعبه الواقع في مدينة خوان غامبر الرياضية.

## لمحة تاريخية
كان فريق بينيا فيمينينا برشلونة أتليتيكو هو أول فريق احتياطي لكرة القدم للسيدات في إسبانيا، حيث تأسس عام 1978، وتولى تدريبه رامون لاتش، ثم خاض الفريق أولى بطولاته عندما شارك للمرة الأولى في بطولة كأس كتالونيا 1978-1979، وقد تمكن من تحقيق الفوز بالمركز الثاني بالبطولة بعد خسارته للمباراة النهائية بركلات الترجيح. وفي عام 1979، ومع تولي خوسيه لويس نونيز رئاسة نادي برشلونة اصبح باستطاعة الفريق أن يجري مرانه ويلعب مبارياته على نفس ملاعب ومرافق نادي برشلونة لكرة القدم جنبا إلى جنب مع الفريق الأساسي لكرة القدم للسيدات. تأسس فريق برشلونة ب في نوفمبر (تشرين الثاني) 1988 بعد ختام بطولة كأس كتالونيا 1988-89، ولكن سُرعان ما اندمج الفريق مع نادي جراسيا كال ماجو لتكوين فريق برشلونة أتليتيكو، والذي بدأ ينافس في الدوري الكاتالوني بدءًا من موسم عام 1988-1989، على حين ينافس فريق نادي برشلونة الأساسي في الدوري الوطني، ثم تنافس كلا الفريقين جنبا ألى جنب في النسختين التاليتين من بطولة كأس كتالونيا.
اضطر فريق برشلونة للسيدات ب إلى الانسحاب من الدوري الوطني لكرة القدم للسيدات خلال موسم 2007-2008 بعد هبوط الفريق الأساسي لنادي برشلونة للسيدات، ولكن بعد صعود فريق برشلونة للسيدات مرة أخرى إلى الدوري الممتاز للسيدات، استطاع فريق برشلونة للسيدات ب أن يعود للمنافسة في بطولة الدوري الوطني لكرة القدم للسيدات. وفي عام 2016 احتل فريق نادي برشلونة للسيدات ب لأول مرة في تاريخه صدارة للمجموعة الثالثة من دوري الدرجة الثانية. في سبتمبر (أيلول) 2016، تم استدعاء سبعة من لاعبات فريق برشلونة للسيدات ب وضمهم إلى منتخب إسبانيا للشباب لللمشاركة في بطولة كأس العالم للسيدات تحت 17 سنة 2016.

## البطولات
في 30 أبريل (نيسان) 2023، نجح فريق برشلونة لكرة القدم للسيدات ب في الفوز بلقب القسم الثاني من الدوري الإسباني لكرة القدم للسيدات في نفس اليوم الذي حقق فيه الفريق الأول لقب القسم الأول من مسابقة الدوري الممتاز. وفي 27 أبريل (نيسان) 2024، توج فريق برشلونة لكرة القدم للسيدات ب بطلا للقسم الثاني من الدوري الغسباني الممتاز للسيدات للموسم الثاني على التوالي بعد فوزه في المباراة النهائية على فريق نادي أتليتيكو بلباو بنتيجة 2-0 في اليوم الأخير من الموسم.

## اللاعبات
يوضح الجدول التالي أسماء اللاعبات الحاليات في فريق برشلونة لكرة القدم للسيدات ب:
ملاحظة: تشير الأعلام إلى المنتخب الوطني على النحو المحدد في قواعد الأهلية للفيفا. قد يحمل اللاعبون أكثر من جنسية واحدة غير تابعة للفيفا.
| الرقم | البلد            | المركز | اللاعب          |
| ----- | ---------------- | ------ | --------------- |
| 1     | إسبانيا          | حارس   | ميريتشيل فونت   |
| 4     | إسبانيا          | مهاجم  | بيرتا دولترا    |
| 5     | إسبانيا          | مدافع  | خوديت بوخولز    |
| 6     | إسبانيا          | مدافع  | نوا بيثيز       |
| 11    | إسبانيا          | مهاجم  | أونا باراداد    |
| 12    | إسبانيا          | مدافع  | آيشا كامارا     |
| 13    | إسبانيا          | حارس   | ميريتشيل مونيوس |
| 17    | إسبانيا          | مهاجم  | لايا مارتريت    |
| 18    | الولايات المتحدة | مهاجم  | أونيكا غاميرو   |
| 19    | إسبانيا          | مهاجم  | سيليا سيغورا    |

| الرقم | البلد   | المركز | اللاعب          |
| ----- | ------- | ------ | --------------- |
| 21    | إسبانيا | وسط    | أدريانا بارادا  |
| 23    | بولندا  | وسط    | إيميليا شيمزاك  |
|       | إسبانيا | مدافع  | أدريانا رانيرا  |
|       | إسبانيا | وسط    | إيما مارتن      |
|       | إسبانيا | وسط    | نينا بو         |
|       | إسبانيا | مهاجم  | آلبا كانيو      |
|       | النرويج | مهاجم  | مارتن فينغر     |
|       | سويسرا  | وسط    | سيدني شيرتنلايب |
|       | إسبانيا | وسط    | كلارا سيراخوردي |
|       | إسبانيا | وسط    | ناتاليا سكوت    |

اللاعبات الاحتياطيات
ملاحظة: تشير الأعلام إلى المنتخب الوطني على النحو المحدد في قواعد الأهلية للفيفا. قد يحمل اللاعبون أكثر من جنسية واحدة غير تابعة للفيفا.
| الرقم | البلد   | المركز | اللاعب          |
| ----- | ------- | ------ | --------------- |
| 28    | إسبانيا | وسط    | راكيل كابديفيلا |

| الرقم | البلد   | المركز | اللاعب       |
| ----- | ------- | ------ | ------------ |
| 32    | إسبانيا |        | ماريا لوريلا |